# Vitalij Chmelnytskyj
Vitalij Chmelnytskyj (Oekraïens: Віталій Григорович Хмельницький, Russisch: Виталий Григорьевич Хмельницкий) (Timosjivka, 12 juni 1943 – Kiev, 13 februari 2019) was een voetballer uit de Sovjet-Unie van Oekraïense afkomst. Voor het uiteenvallen van de Sovjet-Unie werd zijn naam altijd in het Russisch geschreven, Vitali Chmelnitski.

## Biografie
Chmelnytskyj begon zijn carrière bij Azovstal Zjdanov en maakte na één seizoen de overstap naar Sjachtjor Donjetsk, waar hij tot 1964 speelde. De rest van zijn carrière speelde hij bij het grote Dinamo Kiev, waarmee hij vier keer de landstitel en twee keer de beker won.
Hij speelde 20 wedstrijden voor het nationale elftal, waaronder op het WK 1970, waar hij scoorde tegen België. Na zijn spelerscarrière was hij trainer bij Dnipro Tsjerkasy en Kryvbas Kryvy Rih.